# Cybill Shepherd

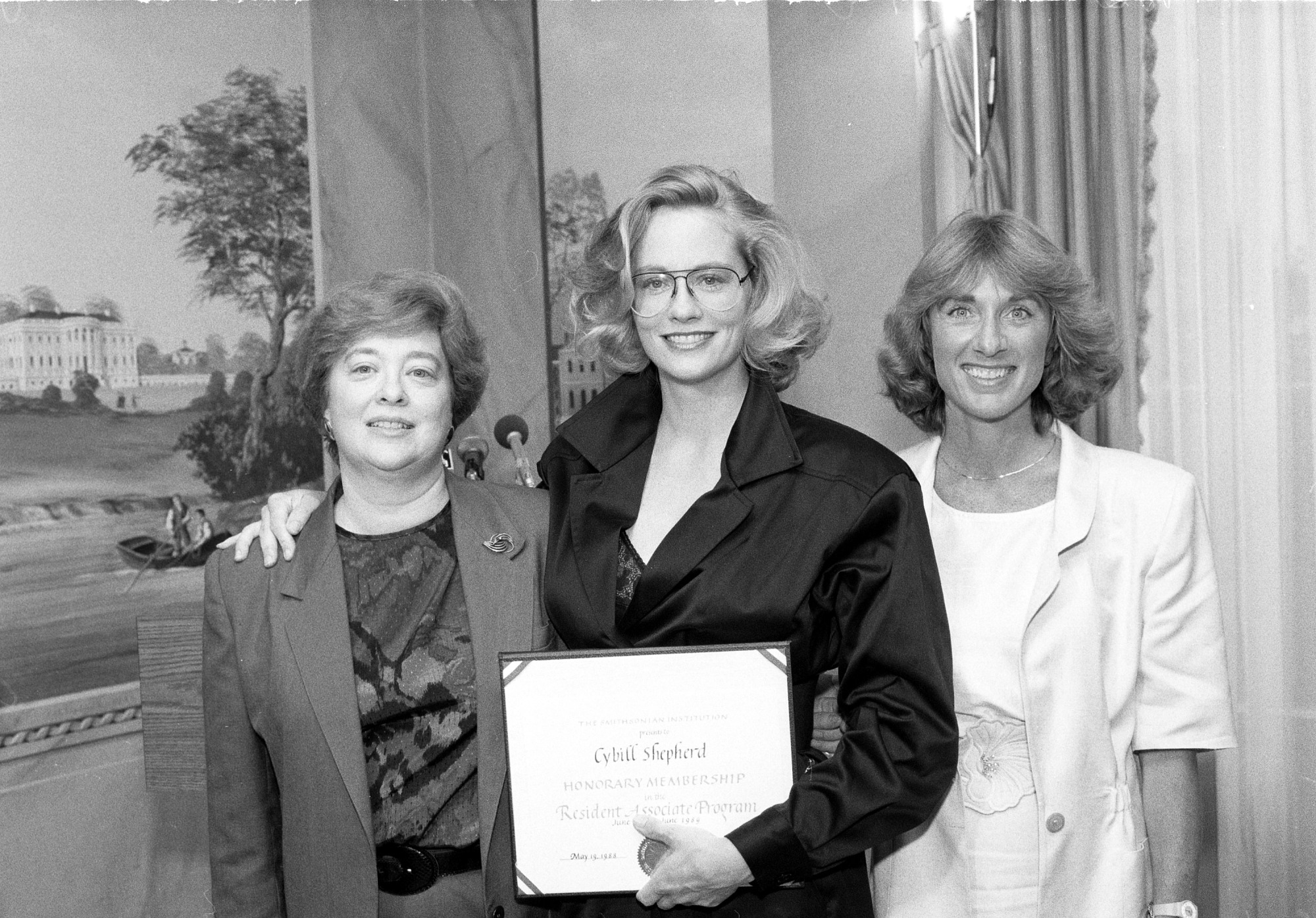
Cybill Shepherd (centro) en el Castillo Smithsoniano -1988

Cybill Lynne Shepherd (Memphis, Tennessee, 18 de febrero de 1950), conocida como Cybill Shepherd, es una actriz, cantante y exmodelo estadounidense, galardonada con numerosos premios a lo largo de su carrera, entre ellos tres Globo de Oro.
Shepherd comenzó a actuar a la edad de 20 años. Su debut cinematográfico fue en la película La última película (1971), su papel más elogiado y por el que recibió una nominación al Globo de Oro por mejor nueva actriz, a la cual le siguieron la The Heartbreak Kid (1972), Daisy Miller (1974), At Long Last Love (1975) y Taxi Driver (1976). 
En las posteriores dos décadas, protagonizó con éxito las comedias televisivas Moonlighting (1985-1989), donde hace el papel de la detective Madelyn Hayes y comparte protagonismo con Bruce Willis, y Cybill (1995-1998), donde da vida a una actriz de mediana edad de nombre Cybill Sheridan. Ambas interpretaciones la hicieron acreedora del Globo de Oro a la mejor actriz de comedia y de sendas nominaciones al galardón Emmy. Shepherd se convierte en activista política, promoviendo diversas causas sociales y defendiendo los derechos de la comunidad LGBT. 
En los últimos años, ha interpretado a Martha Stewart en las películas para televisión Martha, Inc.: The Story of Martha Stewart (2003) y Martha: Behind Bars (2005), así como desempeñado papeles de reparto en numerosos programas televisivos y largometrajes.

## Carrera

### Primeros trabajos
Debuta en el cine en 1971 a la edad de 21 años, en la película The Last Picture Show, dirigida por Peter Bogdanovich. El largometraje está basado en la novela homónima escrita por Larry McMurtry y publicada en 1966. Allí comparte escena con Timothy Bottoms, Jeff Bridges, Ben Johnson, Eileen Brennan, Ellen Burstyn, Cloris Leachman, Clu Gulager, Randy Quaid y John Hillerman, en su debut cinematográfico, entre otros. Por su actuación es nominada al premio Globo de Oro como «Nueva estrella del año - Actriz». 
En 1972, la actriz participa junto con Charles Grodin, Jeannie Berlin y Eddie Albert en la comedia negra The Heartbreak Kid. El largometraje cuenta con la dirección de Elaine May y guion de Neil Simon. Tiempo después vuelve a trabajar con el cineasta Peter Bogdanovich; esta vez él la dirige en la película Daisy Miller, de 1974, donde ella representa al personaje principal. Su interpretación recibe críticas mayoritariamente negativas y comercialmente al filme no le va bien. Lo mismo le sucede en At Long Last Love, una comedia musical de 1975. 
Su intervención en la película dirigida por Martin Scorsese, Taxi Driver, la convierte en todo un símbolo sexual de la época. Su participación en The Lady Vanishes, remake de un clásico de Alfred Hitchcock, junto a Angela Lansbury y Elliott Gould no consigue proporcionarle su regreso a la primera fila del estrellato cinematográfico.

### Popularidad televisiva (1980-2000)
En la segunda mitad de la década de 1980, Shepherd logró captar nuevamente la atención del país cuando fue seleccionada para actuar en la serie televisiva Moonlighting (1985-1989). Allí interpretó a la detective privada Maddie Hayes. Dicho papel, contrario al de Bruce Willis, la ayudó a consolidarse como una actriz de comedia, y el programa llegó a un total de cinco temporadas. Por su actuación ganó dos premios Globo de Oro como «Mejor actriz de serie de televisión - Comedia o musical» y el galardón People's Choice como «Intérprete favorita de televisión» y «Artista favorita».
En 1989, la actriz protagonizó la comedia romántica Chances Are, bajo la dirección de Emile Ardolino y con un reparto que incluía a Robert Downey Jr., Ryan O'Neal, Mary Stuart Masterson y Christopher McDonald. El filme recibió críticas mayoritariamente positivas , pero comercialmente no obtuvo los resultados esperados. Tras Chances Are, desempeñó papeles secundarios en las películas Alice (1990) y Once Upon a Crime (1992); también realizó apariciones a modo de cameo en los largometrajes The Muse y Erin Brockovich.
Shepherd volvió a la televisión en 1995 con una nueva comedia de la CBS, titulada Cybill (1995-1999). Su personaje era el de una actriz cuya popularidad estaba en declive y tenía problemas para conseguir trabajos en Hollywood debido a su edad. Por su interpretación ganó nuevamente el premio Globo de Oro por «Mejor actriz de serie de televisión - Comedia o musical»; obtuvo nominaciones de igual forma en los premios Satellite en la categoría de «Mejor actriz de serie de televisión - Comedia o musical», así como tres más en la ceremonia de los premios Primetime Emmy como «Mejor actriz de una serie de comedia». Resultó también nominada junto a sus compañeros de elenco al Premio del Sindicato de Actores en la categoría de «Mejor reparto». Por su parte, la serie también recibió muy buenas críticas pero una baja audiencia, por lo que se la retiró de la programación después de la culminación de su cuarta temporada en 1998.

### Después de 2000
En 2003, Shepherd fue elegida para interpretar a la empresaria y presentadora Martha Stewart en una película biográfica emitida por la cadena NBC, titulada Martha, Inc.: The Story of Martha Stewart. Allí se mostraban los orígenes de Stewart, así como sus inicios en la televisión y el ámbito empresarial. El filme recibió críticas positivas de muchas fuentes, al igual que la actuación de Shepherd. Ella volvió a interpretar a Stewart en el telefilme de 2005 Martha: Behind Bars. 
Más tarde, la actriz representó el papel de Phyllis Kroll en las últimas dos temporadas de la serie televisiva The L Word (2004-2009); el programa retrataba la vida, las aventuras y desventuras de un grupo de mujeres homosexuales, sus amigas, familias y amantes, en Los Ángeles. En 2008 interpretó a Madeleine Spencer en la serie de la cadena USA Network Psych.
El canal TV Guide confirmó en noviembre de 2008 la participación especial de la intérprete en un episodio del programa de la CBS Criminal Minds.

## Vida personal
Shepherd inició su noviazgo con el empresario David Ford a mediados de los años setenta. Se conocieron en la ciudad natal de la actriz, cuando ella realizaba una visita a sus familiares, ya que para entonces ella debía residir por su profesión en Los Ángeles, California. Se casaron en 1978 y tuvieron una hija, Clementine Ford, nacida en 1980. El matrimonio duró hasta 1982, cuando se divorciaron. En 1987 se casó nuevamente, con el quiropráctico Bruce Oppenheim. De la unión nacieron los mellizos Ariel Shepherd-Oppenheim y Zack Shepherd-Oppenheim (1987); en ese momento protagonizaba la cuarta temporada de la serie de televisión Moonlighting, razón por la cual debió ocultar en un principio su embarazo. Shepherd y Oppenheim se divorciaron en 1990.
En su autobiografía admitió haber tenido relaciones sexuales con el director de cine Peter Bogdanovich, con el actor Don Johnson y con el cantante Elvis Presley.

## Filmografía
| Cine       | Cine                                             | Cine                | Cine |
| Año        | Película                                         | Papel               | Notas |
| ---------- | ------------------------------------------------ | ------------------- | --- |
| 1971       | La última película                               | Jacy Farrow         | Nominada al premio Globo de Oro por «Nueva estrella del año - Actriz».                                                                                                  |
| 1972       | The Heartbreak Kid                               | Kelly Corcoran      | |
| 1974       | Daisy Miller                                     | Daisy Miller        | |
| 1975       | At Long Last Love                                | Brooke Carter       | |
| 1976       | Taxi Driver                                      | Betsy               | |
| 1976       | Special Delivery                                 | Mary Jane           | |
| 1978       | Silver Bears                                     | Debbie Luckman      | |
| 1979       | The Lady Vanishes                                | Amanda              | |
| 1979       | Americathon                                      | Chica de oro        | |
| 1980       | The Alien's Return                               | Jennifer            | |
| 1989       | Chances Are                                      | Corinne Jeffries    | |
| 1990       | Texasville                                       | Jacy Farrow         | |
| 1990       | Alice                                            | Nancy Brill         | Aparición a modo de cameo. |
| 1991       | Married to It                                    | Claire Laurent      | |
| 1992       | Once Upon a Crime                                | Marilyn Schwary     | |
| 1993       | "There was a little boy"                         | Julie               | |
| 1995       | The Last Word                                    | Kiki Taylor         | |
| 1999       | The Muse                                         | Ella misma          | Aparición a modo de cameo. |
| 2000       | Marine Life                                      | June                | |
| 2006       | Open Window                                      | Arlene              | |
| 2006       | Hard Luck                                        | Cass                | |
| 2009       | Barry Munday                                     | Señorita Farley     | |
| 2009       | Another Harvest Moon                             | Vickie              | |
| 2009       | Listen to Your Heart                             | Victoria            | |
| 2011       | 4Chosen                                          | Gobernadora Whitman | 2015 el poder de la Cruz |
| Televisión |                                                  |                     | |
| Año        | Título                                           | Papel               | Notas |
| 1978       | A Guide for the Married Woman                    | Julie Walker        | |
| 1983       | La isla de la fantasía                           | Liz                 | Episodio: «Return to the Cotton Club/No Friends Like Old Friends». |
| 1983       | Masquerade                                       | Carla               | Episodio: «Piloto». |
| 1983–1984  | The Yellow Rose                                  | Colleen Champion    | |
| 1984       | Secrets of a Married Man                         | Elaine              | |
| 1985       | Seduced                                          | Vicki Orloff        | |
| 1985–1989  | Moonlighting                                     | Madelyn Hayes       | |
| 1991       | Which Way Home                                   | Karen Parsons       | |
| 1995–1998  | Cybill                                           | Cybill Sheridan     | |
| 2002       | Due East                                         | Nell Dugan          | |
| 2003       | Martha, Inc.: The Story of Martha Stewart        | Martha Stewart      | |
| 2003       | 8 Simple Rules... for Dating My Teenage Daughter | Maggie              | Episodio: «Sort of an Officer and a Gentleman» (Primera y segunda parte).                                                                                               |
| 2004       | I'm with Her                                     | Suzanne             | Episodio: «Winners & Losers & Whiners & Boozers» (Primera y segunda parte).                                                                                             |
| 2005       | Detective                                        | Karen Ainslie       | |
| 2005       | Martha Behind Bars                               | Martha Stewart      | |
| 2007–2009  | The L Word                                       | Phyllis Kroll       | Papel recurrente. |
| 2009       | High Noon                                        | Essie McNamara      | |
| 2009       | Mrs. Washington Goes to Smith                    | Alice Washington    | |
| 2009–2010  | Eastwick                                         | Eleanor Rougement   | Episodio: «Reaping and Sewing». Episodio: «Red Ants and Widows». Episodio: «Tasers and Mind Erasers». Episodio: «Tea and Psychopathy». Episodio: «Red Bath and Beyond». |
| 2010       | The Client List                                  | Lassie              | |
| 2010       | Drop Dead Diva                                   | Ellie Tannen        | Episodio: «Queen of Mean». |
| 2010       | No Ordinary Family                               | Barbara Crane       | Episodio: «No Ordinary Visitors». |

## Premios y nominaciones
| Año  | Galardón               | Categoría                                               | Papel           | Película o serie      | Resultado |
| ---- | ---------------------- | ------------------------------------------------------- | --------------- | --------------------- | --------- |
| 1971 | Premio Globo de Oro    | Nueva estrella del año - Actriz                         | Jacy Farrow     | The Last Picture Show | Nominada  |
| 1985 | Premio Globo de Oro    | Mejor actriz de serie de televisión - Comedia o musical | Madelyn Hayes   | Moonlighting          | Ganadora  |
| 1986 | Premio Globo de Oro    | Mejor actriz de serie de televisión - Comedia o musical | Madelyn Hayes   | Moonlighting          | Ganadora  |
| 1986 | Premio Primetime Emmy  | Mejor actriz - Serie dramática                          | Madelyn Hayes   | Moonlighting          | Nominada  |
| 1986 | PremioPeople's Choice  | Actriz favorita de un nuevo programa de televisión      | Madelyn Hayes   | Moonlighting          | Ganadora  |
| 1987 | PremioPeople's Choice  | Artista favorita                                        | Madelyn Hayes   | Moonlighting          | Ganadora  |
| 1987 | PremioPeople's Choice  | Actriz favorita de televisión                           | Madelyn Hayes   | Moonlighting          | Ganadora  |
| 1987 | Premio Globo de Oro    | Mejor actriz de serie de televisión - Comedia o musical | Madelyn Hayes   | Moonlighting          | Nominada  |
| 1988 | Premio People's Choice | Actriz favorita de televisión                           | Madelyn Hayes   | Moonlighting          | Ganadora  |
| 1995 | Premio Globo de Oro    | Mejor actriz de serie de televisión - Comedia o musical | Cybill Sheridan | Cybill                | Ganadora  |
| 1995 | Premio Primetime Emmy  | Mejor actriz - Serie de comedia                         | Cybill Sheridan | Cybill                | Nominada  |
| 1995 | Premio SAG             | Mejor reparto de televisión - Comedia                   | Cybill Sheridan | Cybill                | Nominada  |
| 1996 | Premio Globo de Oro    | Mejor actriz de serie de televisión - Comedia o musical | Cybill Sheridan | Cybill                | Nominada  |
| 1996 | Premio Primetime Emmy  | Mejor actriz - Serie de comedia                         | Cybill Sheridan | Cybill                | Nominada  |
| 1997 | Premio Primetime Emmy  | Mejor actriz - Serie de comedia                         | Cybill Sheridan | Cybill                | Nominada  |
| 1997 | Premio Satellite       | Mejor actriz de serie de televisión - Comedia o musical | Cybill Sheridan | Cybill                | Nominada  |